# Півень

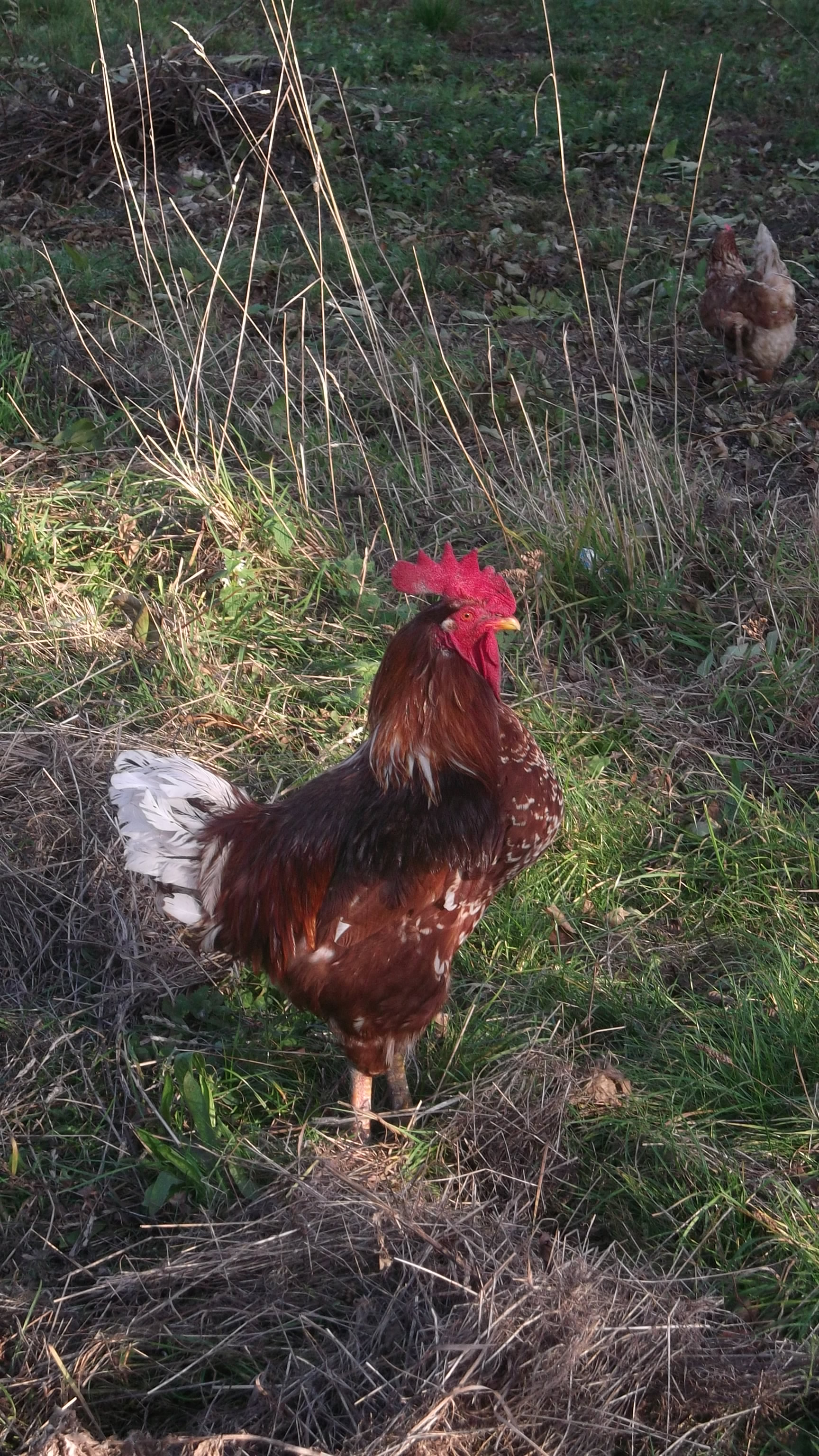
Півень

Пі́вень — самець курки; в загальному сенсі, самці всіх птахів родини фазанових. Зовні від курки зазвичай відрізняється великим гребінцем та сережками, також пишним і часто різнобарвним хвостовим оперенням.
Назва, походить напевно, від слова «пі́ти», «співати» (пор. біл. певень, рос. петух, діал. петун, серб. пиjевац/pijevac, церк.-слов. пѣтель), а крик птаха сприймається різними народами інакше: укр. ку-ку-ріку, латис. ki-ke-ri-gū, рос. ку-ка-реку, болг. кукуригу.
Також — флюгер чи прикраса у вигляді такого птаха. Рідко — самець деяких інших птахів ряду куроподібних. У переносному значенні півень — задерикувата й запальна людина.

## Півень в культурі
- Півень — символ забіякуватості та крові. У деяких народів досі існують півнячі бої.
- У східнослов'янській та християнській міфології одна з найважливіших функцій півня як провісника — часова. Його спів визначає межі нічного часу доби, коли діють темні бісівські сили. Своїм співом опівночі півень розганяє нечисть до наступної ночі. Спів третіх півнів — знак рівної відстані від півночі до вранішньої зорі — свідчить про закінчення дії нечистих сил.
- Слов'яни при будівництві будинку приносили в жертву чорного півня.
- У китайській традиції півень із золотим пір'ям, що співає тричі на день (на сході сонця, опівдні і на заході), має епітет «небесний» і є носієм чоловічого начала, знаком чоловічої сили «Ян».
- Півень — символ Франції, і причиною тому зазвичай називають омонімію латинських слів gallus («півень») і Gallus («галл»). Випадковий збіг двох незв'язаних між собою за походженням слів привів до асоціювання себе з півнями нащадків населення давньої Галлії.
- В Англії до кінця XVIII століття практикувалася кривава забава, яка називалася «кидання в півня» (англ. cock throwing). Вона полягала в тому, що публіка кидала палиці в посадженого в горщик півня доти, поки птиця не помирала. Зазвичай це дійство відбувалося в Жирний вівторок (час карнавалу). У деяких випадках птицю прив'язували до колоди. Або тим, хто кидає в неї палиці, зав'язували очі. У Суссексі півня прив'язували до кілочка волосінню завдовжки в п'ять-шість футів, щоб він не міг клюнути тих, хто над ним знущається.
- До поширення годинників у селах час визначали за співом півнів: перші півні — близько 10 вечора, другі півні — близько опівночі, треті півні — близько 2 години ночі[2].

### Прислів'я, мовні звороти

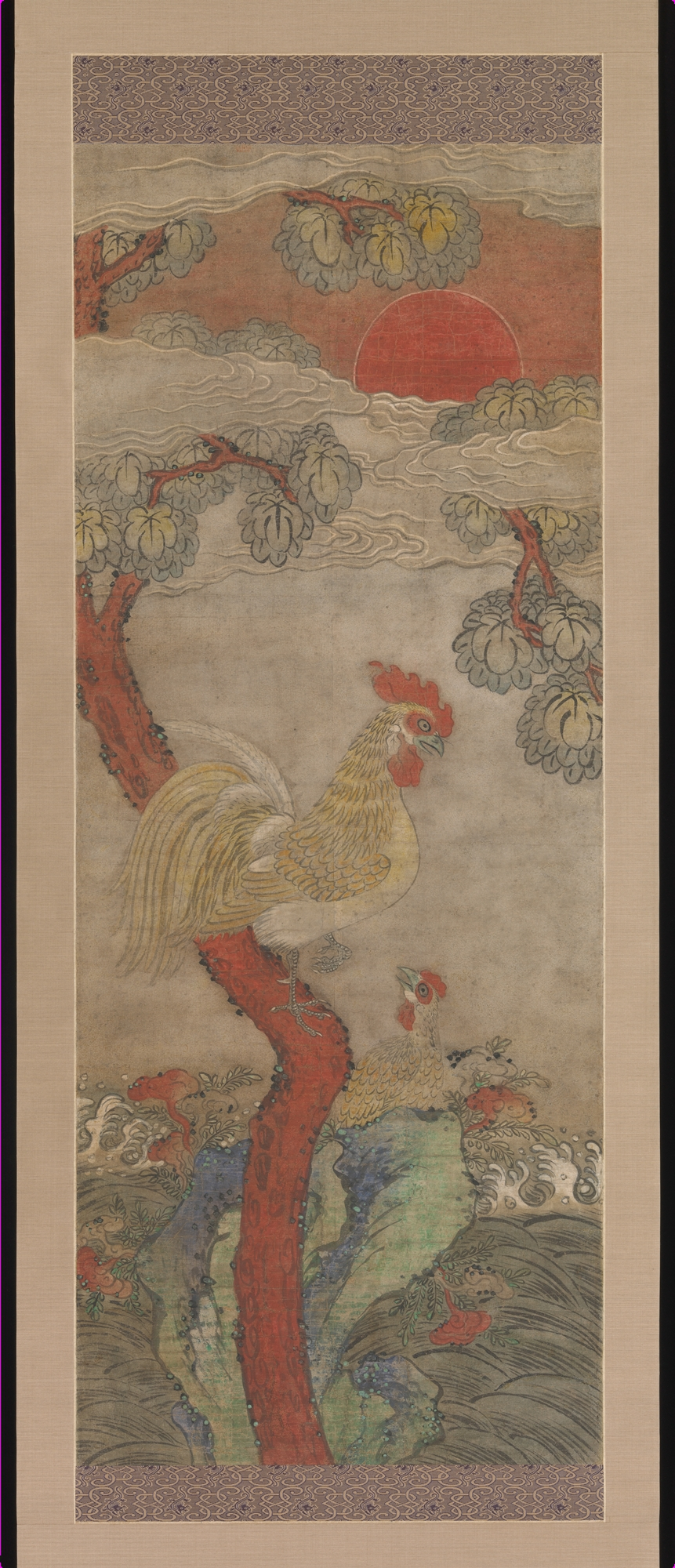
«Золотий півень та курка» — розпис на вертикальному сувої авторства невідомого корейського художника.

Існує ряд фразеологізмів з цим словом:
- До других (третіх) півнів — до пізнього часу, коли вдруге (втретє) співають півні.
- До (перших) півнів — до першого співу півнів уночі; до півночі.
- Іти (ходити, виступати і таке інше) півнем — рухатися, набравши хороброго, бадьорого, іноді зверхнього вигляду.
- Перші (другі, треті) півні співають (проспівали) — перший (другий, третій) нічний спів півнів, що відповідає певному часові доби.
- Півень убрід переходить (переходив) — про дуже мілку, змілілу водну перепону (річку, струмок і таке інше).
- Пускати (пустити, ловити, зловити) півня — видавати пискливий звук, зриваючи голос під час співу або мовлення.
  - Пускати (пустити) [червоного] півня — підпалювати що-небудь, викликати пожежу з метою помсти.
- Співати (заспівати) півнем — наслідувати, удавати спів півня.
- Червоний півень — пожежа.

### Вік
| Курка.       | Людина.   |
| 4,25 місяця. | 14 років. |
| 4,5 місяці.  | 17 років. |
| 6 місяців.   | 25 років. |
| 10 місяців.  | 27 років. |
| 1 рік.       | 30 років. |
| 1,1 року.    | 32 роки.  |
| 2 роки.      | 38 років. |
| 2,3 року.    | 41 рік.   |
| 3,5 роки.    | 45 років. |
| 4 роки.      | 47 років. |
| 5 років.     | 51 рік.   |